# Bunești (Brașov)
Bunești is een Roemeense gemeente in het district Brașov.
Bunești telt 2521 inwoners. De gemeente bestaat uit vijf dorpen: Buneşti, Criţ, Meşendorf, Roadeş en Viscri. Alle dorpen bezitten een weerkerk en waren van oorsprong bewoond door Transsylanische Saksen.